# Oliwakatedralen
Oliwakatedralen är en romersk-katolsk katedral som ligger i Oliwadistriktet i Gdańsk i Polen. Kyrkan är helgad till den Heliga Treenigheten, Jungfru Maria och till Sankt Bernhard.

## Kyrkobyggnaden
Ärkekatedralen i Oliwa är en basilika bestående av ett treskeppigt långhus. Västra fasaden med ingång är flankerad av två smala kyrktorn som är 46 meter höga och har spetsiga tornspiror. Själva katedralen är 17,7 meter hög, 19 meter bred och 107 meter lång.

## Inventarier
I kyrkorummet finns 23 altare med stort historiskt värde. De är gjorda i barockstil och rokokostil och består delvis av marmor. Altartavlorna är utförda av berömda konstnärer från 1600-talet. Dessa är Herman Han (1574–1628), Adolf Boy (1612-1680), Andrzej Stech (1635–1697) och Andreas Schlütera (1660–1714).
Kyrkans stora berömda orgel byggdes åren 1763 till 1788 av Johann Wilhelm Wulff som var munk i Cisterciensorden. Orgeln används dagligen för konserter.

## Bildgalleri

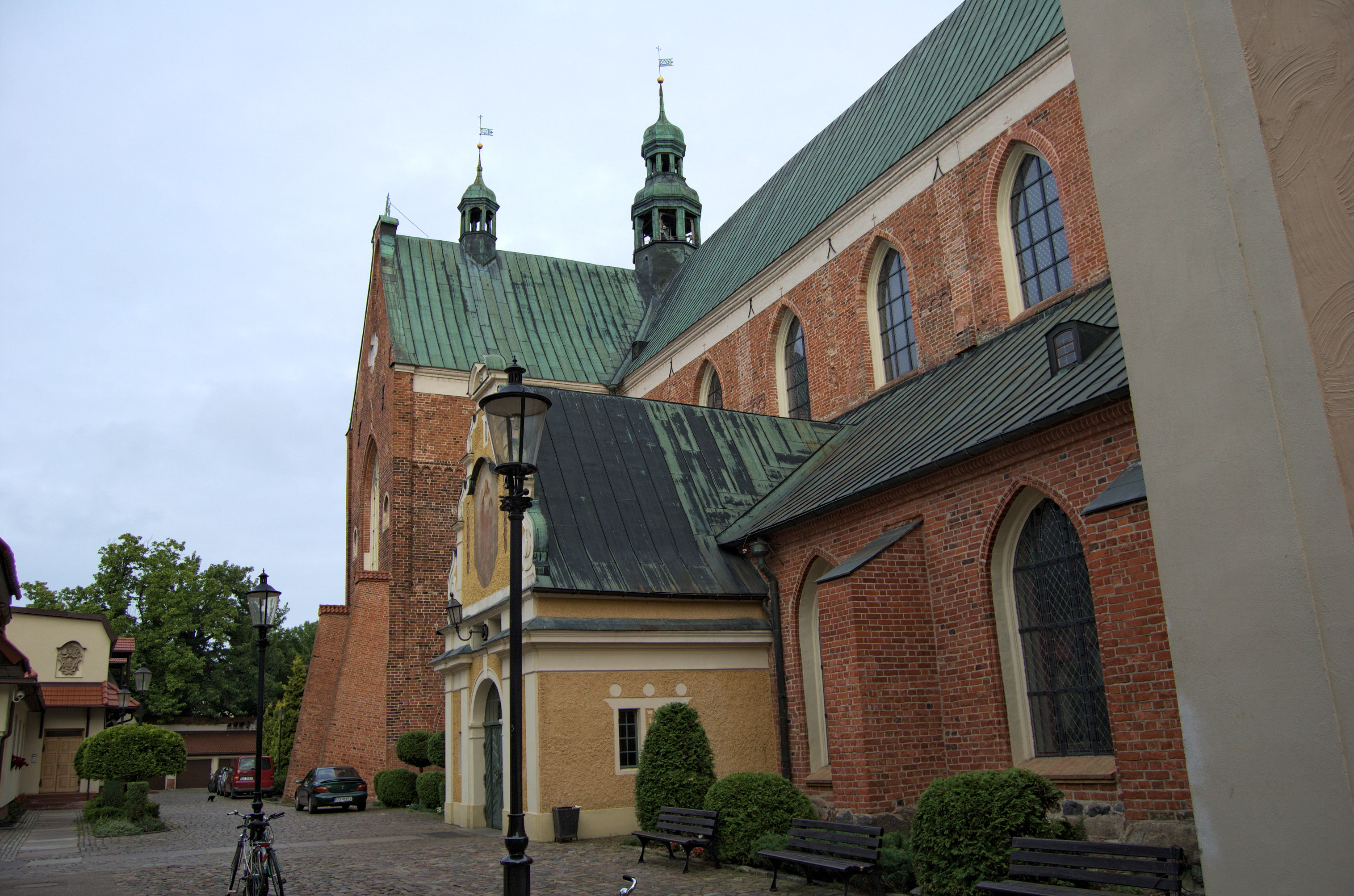
Katedralens norra vägg
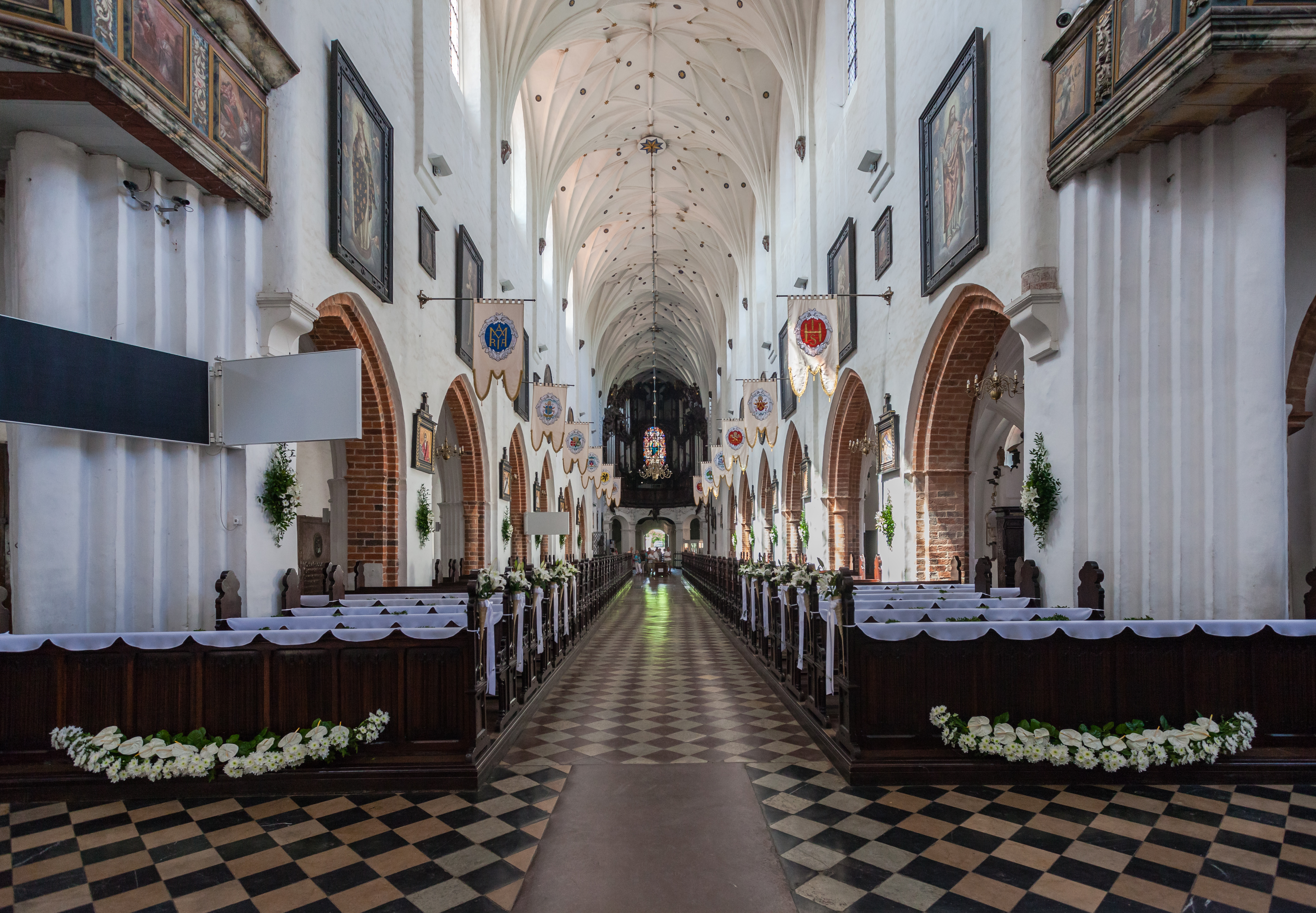
Kyrkorum mot väster
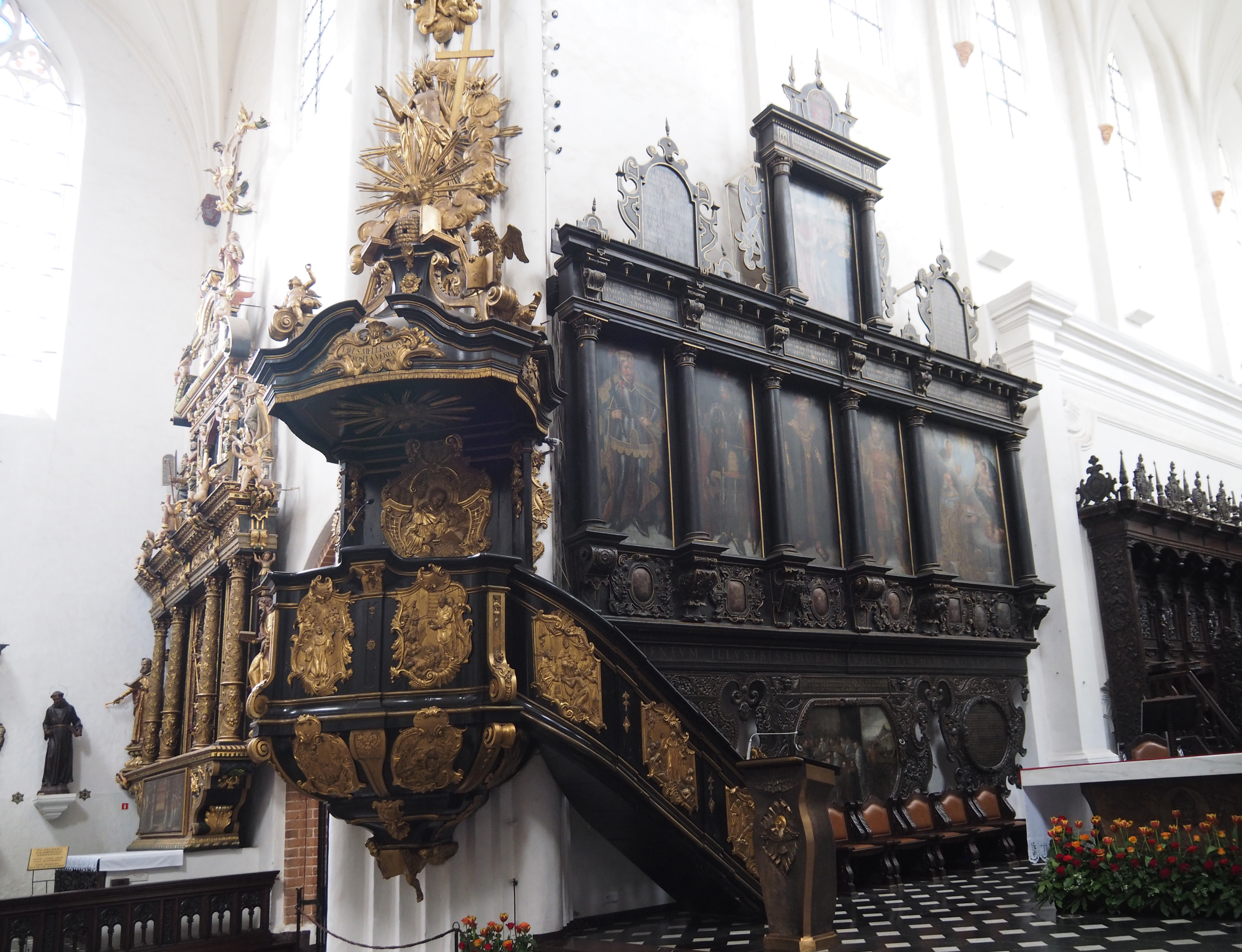
Predikstol
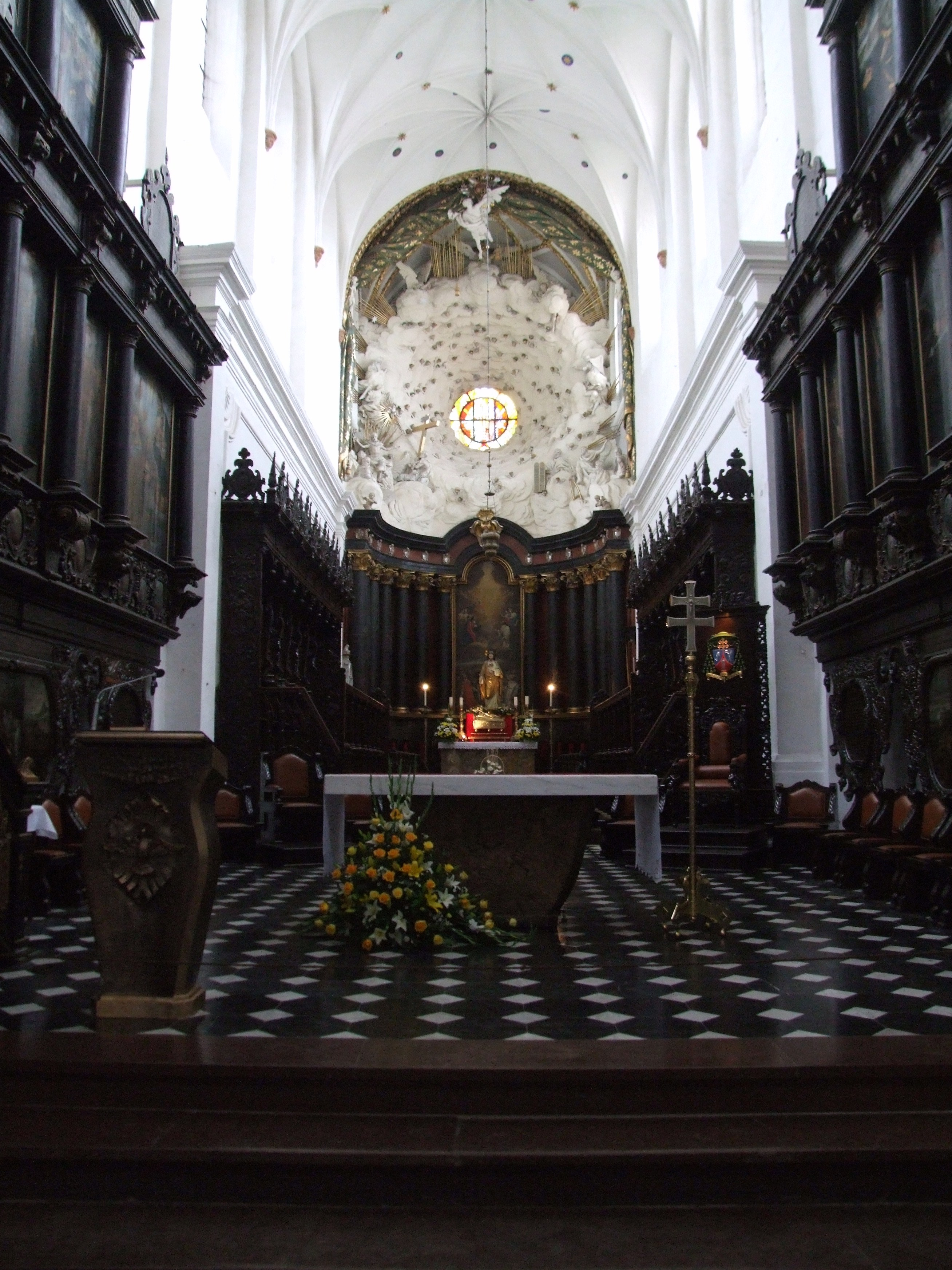
Kor och altare
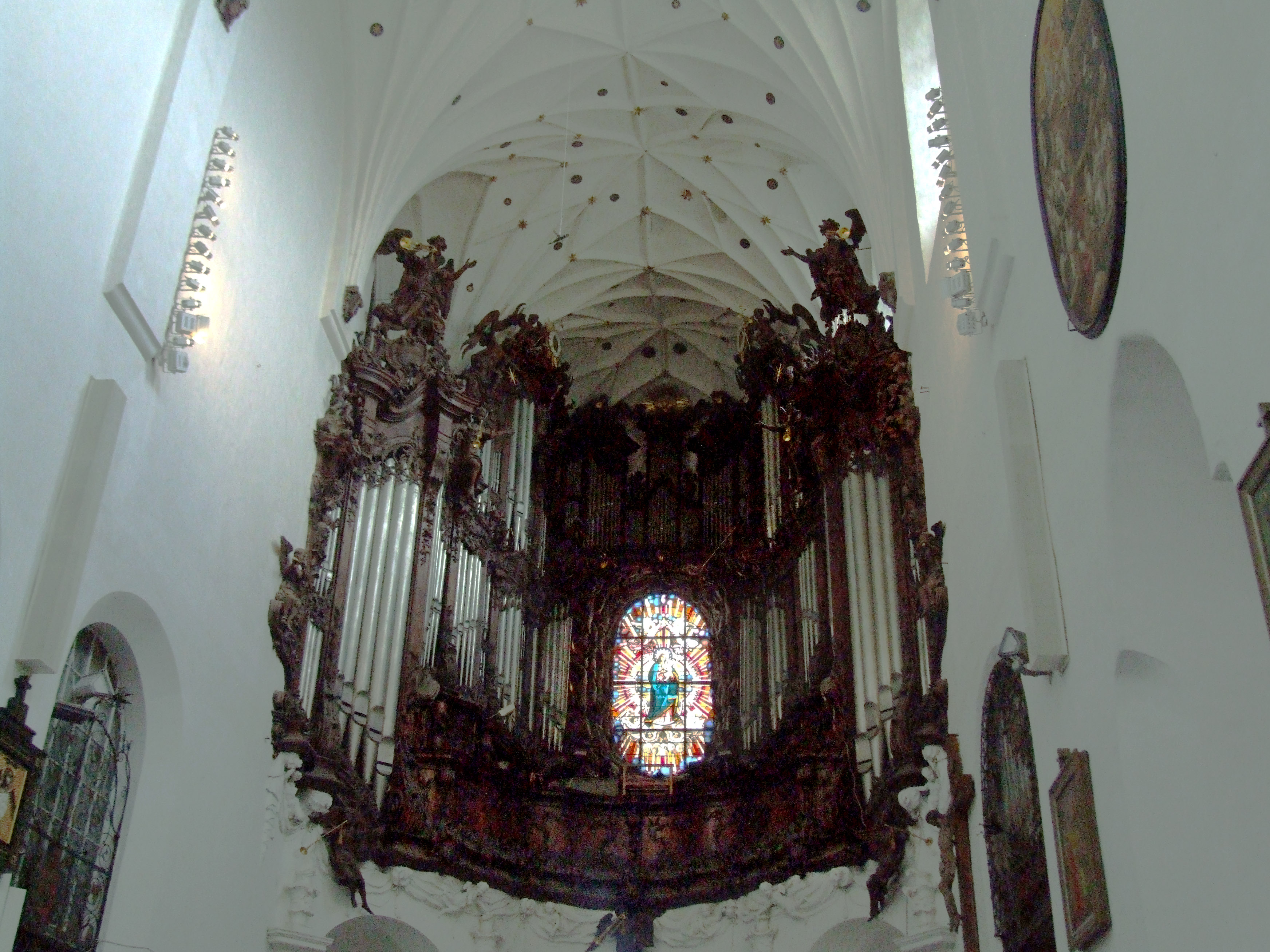
Huvudorgeln.

### Fotnoter
1. ↑  Sophia Genitz (21 juni 2017). ”Solsken och solidaritet vid Polens riviera” (på svenska). Svenska dagbladet. https://www.svd.se/solsken-och-solidaritet-vid-polens-riviera. Läst 15 juli 2017.